# Shadowzone (film)
Shadowzone is een Amerikaanse horror-/sciencefictionfilm uit 1990 geregisseerd door Joseph S. Cardone. De film werd door de Amerikaanse filmkeuring voorzien van het label R - Restricted, vanwege het geweld, grove taalgebruik en enkele naaktscènes.

## Inhoud
Tijdens een onderaards wetenschappelijk experiment van de NASA wordt bij enkele proefpersonen het effect van kunstmatig gecreëerde overmatige slaap overdag bestudeerd. Bij een van de proefpersonen gaat het mis, waarop een agent van NASA wordt gestuurd om het geval nader te onderzoeken. 
Gaandeweg blijkt dat er tijdens het experiment wordt er per ongeluk een poort naar een parallel heelal geopend, waar zelfs iemands gedachten al verraderlijk kunnen zijn. De onderzoekers komen hier pas achter wanneer er al een bloeddorstig wezen is binnengedrongen dat het experiment geheel verstoort en de gedaante van datgene wat zijn slachtoffers de meeste schrik aanjaagt aanneemt alvorens ze te vermoorden. Slechts twee personen overleven de inval uiteindelijk.

## Rolverdeling
| Acteur              | Personage     |
| ------------------- | ------------- |
| Louise Fletcher     | Dr. Erhardt   |
| David Beecroft      | Hickock       |
| James Hong          | Dr. Van Fleet |
| Frederick Flynn     | Tommy Shivers |
| Shawn Weatherly     | Dr. Kidwell   |
| Miguel A. Núñez jr. | Wiley         |
| Lu Leonard          | Mrs. Cutter   |